# Saint-Léomer
Saint-Léomer è un comune francese di 185 abitanti situato nel dipartimento della Vienne nella regione della Nuova Aquitania.

## Società

### Evoluzione demografica
Abitanti censiti